# Broadway (Newark)

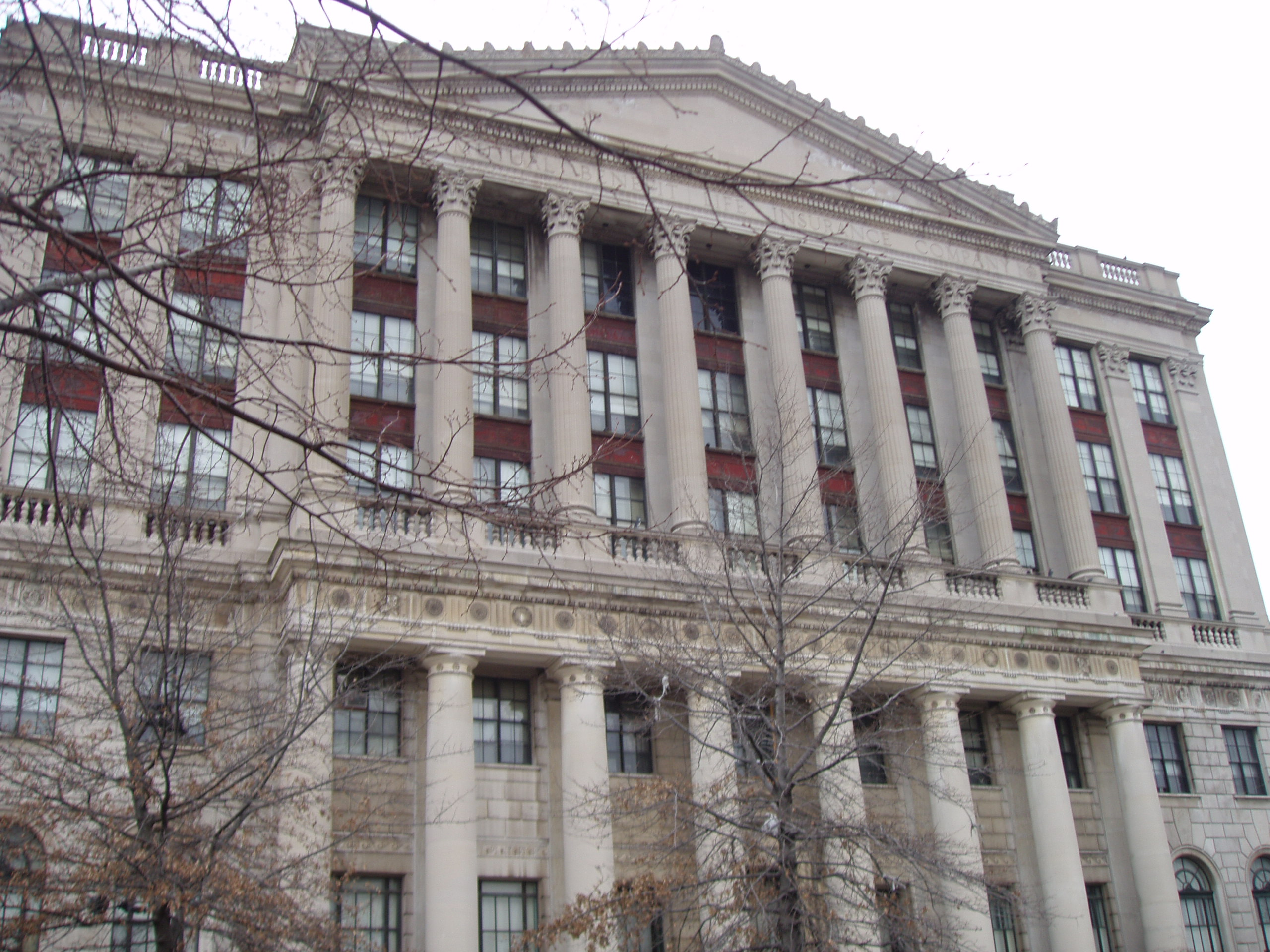
En las décadas de 1950 y 1960, el edificio Mutual Benefit albergaba la escuela secundaria católica de Essex. Hoy es el asilo de ancianos Broadway House.

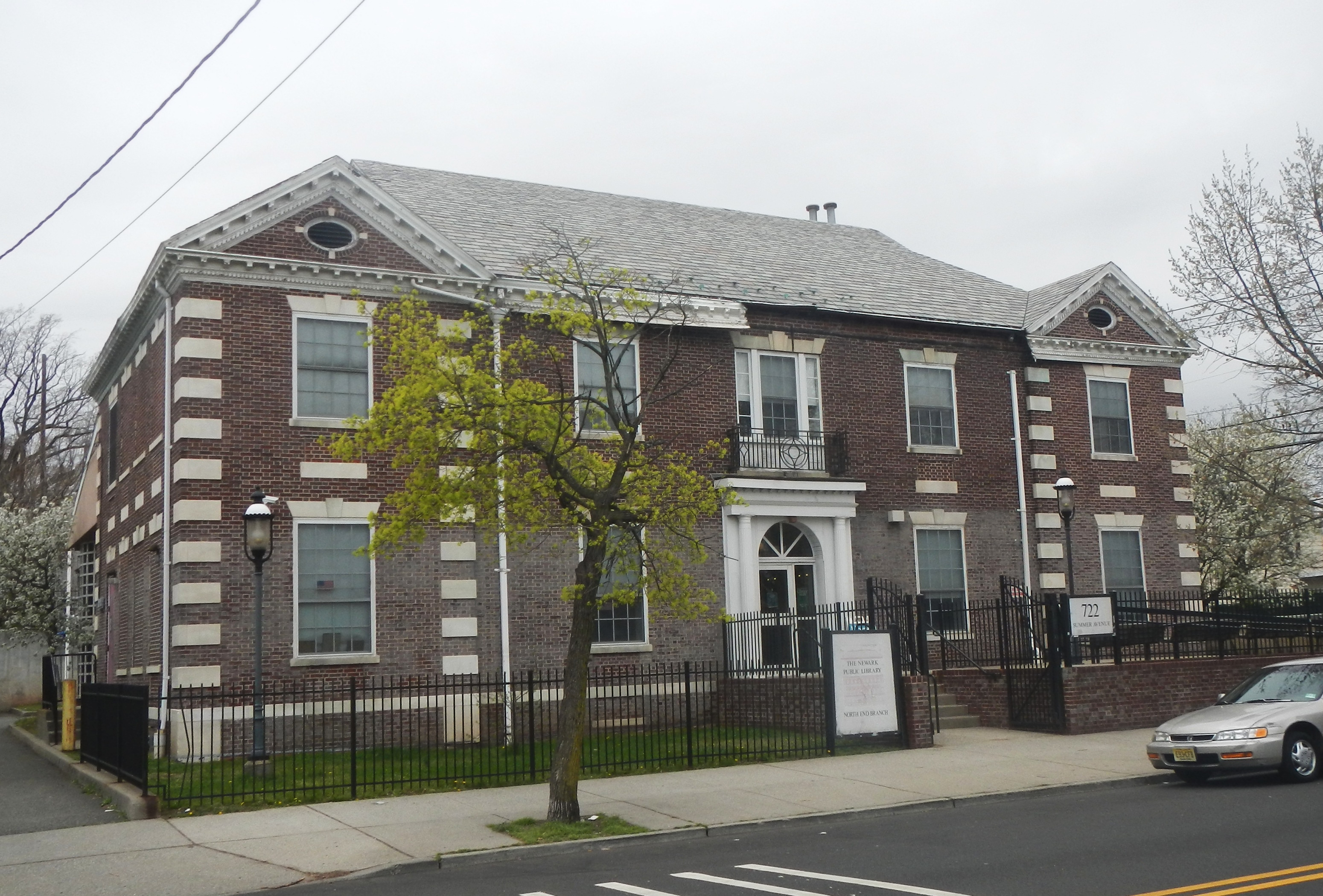
Sucursal del extremo norte de la biblioteca pública de Newark

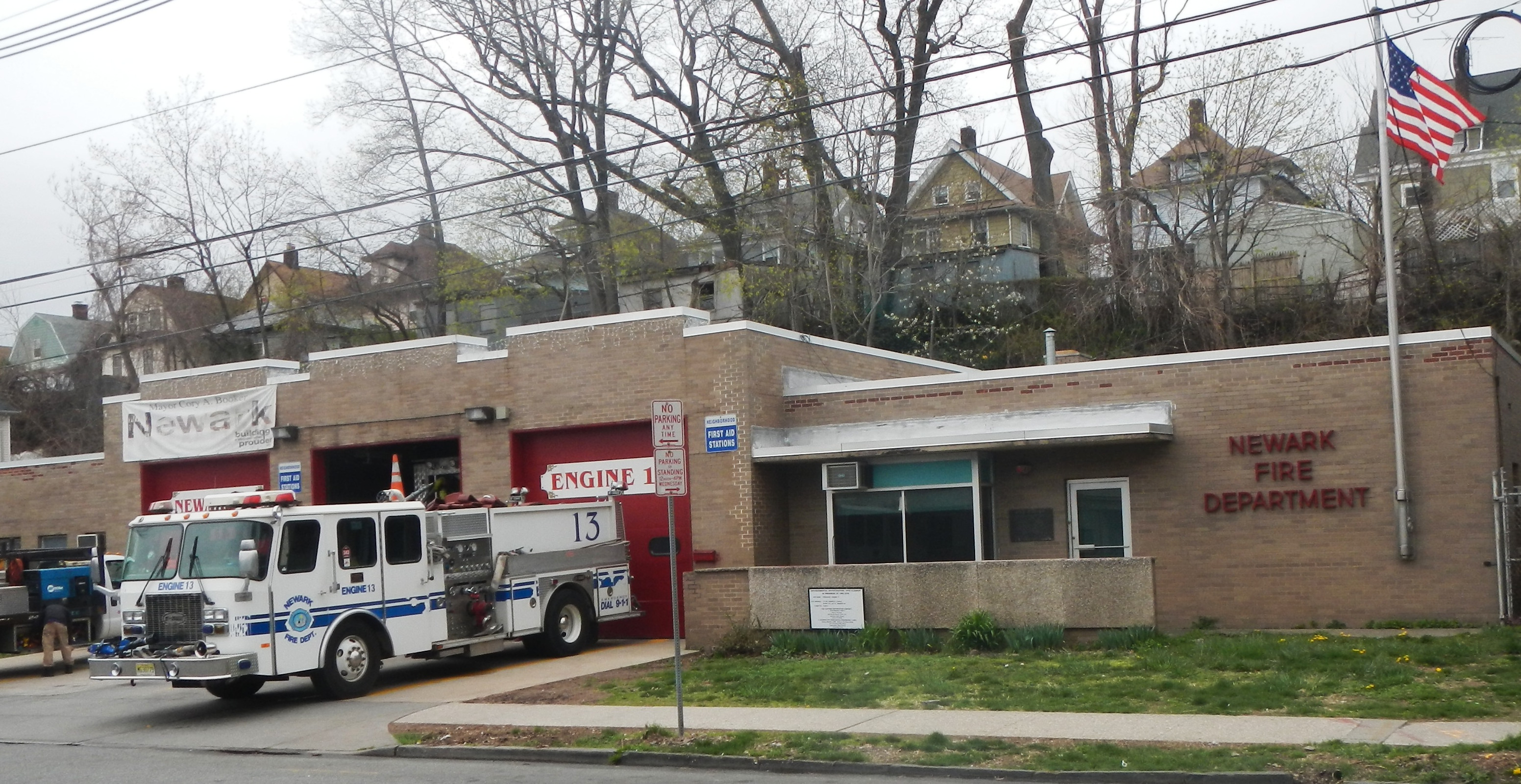
Engine Company 13 y Ladder Company 6 Firehouse

Broadway es un barrio dentro de la ciudad de Newark en el condado de Essex, Nueva Jersey, Estados Unidos. Está ubicado en la orilla oeste del río Passaic, en el distrito norte de Newark, al este de Forest Hill y al norte de Seventh Avenue. El vecindario se extiende desde la Interestatal 280 hasta Belleville. El término "Broadway" solo se ha utilizado recientemente, la mayoría de los residentes de Broadway simplemente se refieren a su área como parte de North Ward. La calle en sí "Broadway" se llamó "Washington Avenue" hasta principios del siglo XX. Hoy en día, el área es predominantemente italoestadounidense, puertorriqueña y dominicana, con una población creciente de otras partes de América Latina. La Sociedad Histórica de Nueva Jersey estuvo ubicada aquí desde la década de 1930 hasta 1997. El edificio de beneficio mutuo neoclásico se construyó en el barrio de Broadway en 1927. El distrito tiene muchas antiguas casas de piedra rojiza en varios estados de reparación. Hay edificios de apartamentos de gran altura con vistas a Branch Brook Park.

## Zona norte
North Broadway es la sección norte del vecindario de Broadway limitado aproximadamente por la avenida Mount Prospect. Solía estar compuesto por varios vecindarios, incluidos North Newark, Woodside y Riverside de norte a sur. Hoy estos nombres se usan con menos frecuencia. North Newark está delimitado por McCarter Hwy, Tiffany Blvd, Passaic River y Franklin Ave cerca de la línea Belleville. Woodside Station era una parada en Newark Branch de Erie Lackawanna. Ubicado en las cercanías de lo que ahora es Grafton Ave, cerca de Oraton St. El servicio de pasajeros se interrumpió en el 66, aunque todavía se transporta carga para dar servicio a las industrias locales en el área, operada por Norfolk Southern Railroad Corp. Woodside está delimitado por Summer Ave, Chester Avenue, Herbert Place y el río Passaic. Riverside Station, que hoy estaría en las cercanías de Chester Ave y Riverside Ave, era una parada en la sucursal de Newark del ferrocarril Erie Lackawanna. El servicio de pasajeros se suspendió en 1966, pero la carga aún se transporta en el ramal para dar servicio a varias industrias en el área, que hoy es operada por Norfolk Southern Railroad Corp. La sucursal de North End de la Biblioteca Pública de Newark está ubicada en el vecindario de Woodside/North Broadway en Summer Ave.
Esta parte de Broadway se llamaba Washington Avenue hasta que los propietarios encabezados por Franz Kaiser formaron la Asociación de Broadway para cambiarle el nombre y abogar por mejoras en la vía.

## Mt. Pleasant
La parte central de Broadway a veces se llama Mount Pleasant. Está delimitado aproximadamente por Herbert Place, la avenida Arlington, la avenida Mount Prospect, la Cuarta Avenida y el río Passaic. Este vecindario alberga el cementerio de Mont Pleasant.

## Zona sur
South Broadway es el área delimitada por la calle Broad, Broadway, la avenida Bloomfield al oeste, la Cuarta Avenida al norte, el río Passaic al este y la I-280 al sur. La estación Cuarta Avenida (cerca de la calle Passaic) era una parada en la sucursal de Newark de Erie Lackawanna, el servicio de pasajeros se suspendió en 1966 pero la línea de carga todavía está activa. Hoy es operada por Norfolk Southern Railroad Corp. South Broadway alberga la sinagoga en funcionamiento más antigua de Newark, Ahavas Sholom. Actualmente, el Museo Judío de Nueva Jersey está ubicado en el segundo piso de la sinagoga. Los apartamentos Pavilion y Colonnade están ubicados en el extremo sur del vecindario.